# Плацидія
Плацидія (*Placidia, між 435 та 441 —прибл. 484) — дружина римського імператора Олібрія.

## Життєпис
Походила з імператорської династії Феодосія. Донька імператора Валентиніана III та Ліцинії Євдоксії. У 454 році була заручена з Гауденцієм, сином Аеція, проте після вбивства останнього заручини було розірвано. У 455 році, після смерті батька, її мати вимушена була вийти заміж за Петронія Максима. Останній влаштував заручини Плацидії зі своїм сином Палладієм. Проте того ж року Рим був захоплений вандалами на чолі із Гейзеріхом. Плацидія разом із матір'ю та сестрою потрапила у полон й була відвезена до Карфагену.
Наприкінці 455 року в Карфагені вийшла заміж за Аніція Олібрія, який товаришував з Гейзеріхом. У 461 році завдяки дипломатії імператора Льва I Плацидію було звільнено та відправлено до Константинополя.
У 472 році разом із чоловіком рушила до Італії, де незабаром Олібрій став імператором. Втім того ж року він помирає. Проте Плацидія залишається у Римі. У 478 році за сприяння Плацидії до Константинополя було спрямовано посольство щодо налагодження мирних стосунків між державою вандалів та Східною Римською імперією. Остання згадка про Плацидію датується 484 роком.

## Родина
Чоловік — Олібрій, імператор Західної Римської імперії у 473 році.
Діти:
- Аніція Юліана, дружина Ареобінда Дагалайфа, консула 506 року